# Tanja Bakić
Tanja Bakić (Bijelo Polje, 14 de septiembre de 1981) es una  poeta y traductora literaria de Montenegro así como la presidenta de honor de la Asociación de Libreros y Editores de Montenegro.

## Biografía
Aunque nació en Bijelo Polje en la actualidad reside en la capital nacional, Podgorica. En 2005 se graduó en lengua y literatura inglesa en la facultad de filosofía de la Universidad de Nikšić con una tesis titulada The Influences of William Blake’s Poetry on the Rock Music of Jim Morrison. No obstante antes de su graduación ya había publicado numerosas poesías entre las que destacan las siguientes: Treptaj (1996), Bolesna ruža (2009) y Trava (2009).
En la actualidad es regularmente colaboradora en distintas revistas literarias de la zona de los Balcanes y ha ganado el Joan Flora un premio de poesía muy importante en esa zona.